# Слънчево изригване
Слънчевото изригване е експлозивен процес на отделяне на енергия (кинетична, светлинна и топлинна) в слънчевата атмосфера. Това води до внезапно увеличаване на яркостта на Слънцето, обикновено близо до повърхността му или в близост до групи слънчеви петна. Мощните слънчеви изригвания често, но не винаги, са придружавани от коронално изхвърляне на маса. Дори и най-мощните изригвания са едвам доловими на фона на общото слънчево излъчване.
Слънчевите изригвания могат да възникнат с различна сила. Типичното изригване от 1020 джаула е достатъчно, за да се забележи, докато големите изригвания могат да освободят енергия достигаща 1025 джаула (или 160 млрд. мегатона в тротилов еквивалент).
Изригванията са тясно свързани с изхвърлянето на плазма и други частици през короната на Слънцето в космическото пространство. Те, също така, излъчват обилно радиовълни. Ако изригването е по посока на Земята, частиците от него могат да навлязат в горната земна атмосфера (йоносферата) и да предизвикат ярки северни сияния и дори да нарушат радиокомуникацията на дълги разстояния.
Обикновено на слънчевата плазма са ѝ нужни дни, за да достигне Земята. Изригвания настъпват и на други звезди. Високоенергийни частици, които могат да се движат с релативистична скорост (близка до тази на светлината) могат да пристигнат почти едновременно с електромагнитното излъчване.

## Описание
Слънчевите изригвания обхващат всички слоеве на слънчевата атмосфера: фотосферата, хромосферата и короната. Плазмената среда се нагрява до десетки милиони келвини, докато електроните, протоните и по-тежките йони се ускоряват до скорост, близка до тази на светлината. Слънчевите изригвания произвеждат електромагнитно излъчване, обхващащо целия електромагнитен спектър, от радиовълните до гама лъчите. Повечето енергия се разпределя сред честотите извън видимата светлина, така че повечето изригвания са невидими за невъоръженото око и могат да се наблюдават само със специални инструменти. Слънчеви изригвания възникват в активните региони около слънчевите петна, където интензивните магнитни полета проникват през фотосферата и свързват короната с вътрешността на Слънцето.
Слънчевите изригвания се захранват от кратки (няколко минути) излъчвания на магнитна енергия, съхранявана в короната. Същото освобождаване на енергия може да доведе и до коронално изхвърляне на маса, макар връзка между тези изхвърляния на маса и слънчевите изригвания да не е установена.
Рентгеновото и ултравиолетовото излъчване на слънчевите изригвания могат да повлияят на земната йоносфера и да нарушат радиокомуникацията с голям обхват. Прякото радиоизлъчване в диапазона на дециметровите дължини на вълната може да наруши работата на радарите и други устройства, използващи този диапазон.
Слънчевите изригвания са наблюдавани за пръв път от Ричард Керингтън през 1859 г. като локални видимо ярки региони сред групите слънчеви петна. Другите звездни петна могат да се идентифицират чрез изследване на кривите на яркостта, получени от данните на телескопите.
Честотата на възникване на слънчевите изригвания варира, от няколко на ден (когато Слънцето е особено активно) до по-малко от едно на седмица (когато Слънцето е спокойно), следвайки 11-годишния слънчев цикъл. Големите изригвания са по-редки от по-малките.

## Причини
Изригванията настъпват, когато ускорени заредени частици (главно електрони) взаимодействат с плазмената среда. Данните сочат, че феноменът магнитно пресъединение води до това силно ускорение на заредените частици. На Слънцето, такова магнитно пресъединение може да се случи при наличието на множество затворени магнитни контури. Тези линии бързо се пресъединяват, оставяйки спирално магнитно поле несвързано с останалата част от контура. Внезапното освобождаване на енергия при това пресъединение води до ускоряване на частиците. Несвързаното магнитно поле и материалът, който обхваща, могат бурно да се разширят, при което възниква коронално изхвърляне на маса. Това обяснява защо слънчевите изригвания обикновено се наблюдават в активните области на Слънцето, тъй като там магнитните полета са много по-мощни.
Въпреки че съществува консенсус относно източника на енергия на изригванията, участващите механизми все още не са добре разбрани. Не е ясно как магнитната енергия се преобразува в кинетична енергия, нито се знае как някои частици се ускоряват до над 109 електронволта. Поради тази и други причини, учените не могат да прогнозират слънчевите изригвания с точност.

## Класификация
Системата за класификация на слънчевите изригвания използва латинските букви A, B, C, M или X, в зависимост от максималния поток рентгенови лъчи с дължина на вълната от 100 до 800 пикометра във ватове на квадратен метър (W/m2).
| Класификация | Максимален поток при 100 – 800 пикометра (W/m2) |
| ------------ | ----------------------------------------------- |
| A            | < 10−7                                          |
| B            | 10−7 – 10−6                                     |
| C            | 10−6 – 10−5                                     |
| M            | 10−5 – 10−4                                     |
| X            | > 10−4                                          |

Мощността на дадено събитие от определен клас се обозначава с числена наставка от 1 до 9. Следователно, слънчево изригване от X2 е двойно по-мощно от слънчево изригване от X1, докато слънчево изригване от X3 е 50% по-мощно от X2. Изригване от X2 е четири пъти по-мощно от изригване от M5.